# 岡村吾一
岡村吾一（おかむら　ごいち、1907年6月11日- 2000年5月29日）は、日本のヤクザ、右翼活動家、総会屋。暴力団北星会会長。埼玉県行田市出身。「村岡健次」とも名乗った。

## 経歴
伊藤成義（鉄火）が主宰する右翼団体・鉄血社をへて、岩田富美夫が主宰する右翼団体・大化会に加入。東京で最初に兄弟分となったのは浅草の益戸克己。高崎に移り大化会をまとめ上げる傍ら、兄貴分の武田愛之助と共に高崎市を中心とした10
の博徒を糾合し上州共和一家を結成している（初代総長は武田）。1935年に中国上海に渡り児玉誉士夫の下で物資徴発に従事、復員後の1948年に政治資金に関する問題で衆議院不当財産取引調査特別委員会に証人喚問された。
その後日本劇場（日劇）更には宝塚歌劇団と関わりを持ちショー・ビジネス界に進出、ナイトクラブニューラテンクォーターにも顧問として参画した。一方で1961年に岡村文化部、上州共和一家、寺谷一家、木村一家、笠間一家など埼玉県、群馬県の博徒を糾合して北星会を結成し会長に就任する（ただし第一次頂上作戦で解散させて以降手を引いている）、1973年の殖産住宅相互事件では名前を取りざたされた。1999年5月には自宅に泥棒が入り、現金二億円が盗まれたりもしている。
2000年5月29日に死去。享年92。葬儀委員長を阪急グループの総帥で宝塚歌劇団の理事長であった小林公平が務め、葬儀告別式は護国寺で執り行われた。自宅から護国寺に向かう際には日比谷の東京宝塚劇場の前を通り、道の両側には正装した宝塚歌劇団の生徒らが正装で整列している中を霊柩車がゆっくりと進んだ。葬儀にも多くの宝塚歌劇団の生徒が参列し、更に出棺の際は生徒達が『すみれの花』を唄い棺を囲んだ。
北星会は解散したのちに1969年に交和会として再編、1994年に興和一家と上州共和一家に分裂して共に稲川会に加入した。

## 人物・エピソード
子・岡村達親（たつお）は大映入社、全日本キックボクシング連盟会長を務めた。

## 岡村吾一関連の書籍
- 東史朗、張慶二郎『大兇ヤクザ伝 飛車角と呼ばれた男 石黒彦市』竹書房、2007年、ISBN 978-4-8124-6639-1
- 飯干晃一『狼どもの仁義』角川書店＜角川文庫＞、1984年、ISBN 4041464099

## 岡村吾一関連のソフト

### 映画・ビデオ
- 『あゝ決戦航空隊』（1974年、東映）、岡村吾一役は、山城新伍
- 『実録飛車角　狼どもの仁義』（1974年、東映）、岡村吾一（役名は当時の渡世名である「村岡健次」）役は、小林旭

### レコード
- 榎本健一『人に歴史あり 榎本健一 ある喜劇人の風雪』（ビクター）＊テレビ東京の同名の番組の音声版。岡村本人が出演している。